# Serrat de Can Batlle
La Serrat de Can Batlle és una serra situada al municipi de Santa Pau a la comarca de la Garrotxa, amb una elevació màxima de 587 metres.